# خاندرن
خاندرن (به هلندی: Gaanderen) یک منطقهٔ مسکونی در هلند است که در دوتینخم واقع شده‌است. خاندرن ۵٬۶۳۳ نفر جمعیت دارد.